# Contemporary Dance School Hamburg
Die Contemporary Dance School Hamburg (CDSH) ist eine staatlich anerkannte und BaföG-geförderte Berufsfachschule für zeitgenössischen Bühnentanz in Hamburg.

## Geschichte
Die Schule wurde im Herbst 2001 von Carlos Jaramillo gegründet, sie ist die einzige Schule ihrer Art in Norddeutschland.
Im Frühjahr 2005 wurde der preisgekrönte Tänzer und Choreograf Javier Báez zum Schulleiter und Geschäftsführer der CDSH berufen, während Carlos Jaramillo auf die Position des künstlerischen Leiters wechselte. Javier Báez absolvierte seine Ballett- und Modernausbildung in Mexiko-Stadt, u. a. beim Ballet Independiente, und arbeitete seit 2002 als Lehrer und Choreograf an der CDSH.
2008 löste Raul Valdez Carlos Jaramillo als künstlerischen Leiter ab. Valdez erhielt seine klassische und zeitgenössische Tanz-Ausbildung u. a. in New York (Dance Theatre Harlem) und wurde 1999 mit dem Choreografiepreis „Prix Dom Perignon“ des Hamburg Ballett von John Neumeier ausgezeichnet.
Zum Leitungsteam zählt seit 2008 auch Tanja Báez, die seit 2004 an der CDSH unterrichtet und ihre tänzerische und pädagogische klassische Ballettausbildung in Zürich und Monte Carlo erhielt.

## Ausbildung
Die dreijährige Ausbildung an der CDSH wendet sich an junge Erwachsene, die gute Grundkenntnisse im zeitgenössischen Tanz und im Ballett mitbringen. Eine Fachjury entscheidet in einem Auswahlverfahren über die Aufnahme. Die Ausbildung gliedert sich in drei Phasen: Im 1. und 2. Semester werden die tanztechnischen Grundlagen erarbeitet. Kernfächer sind Grahamtechnik, Cunningham-Technik, weitere zeitgenössische Tanzstile, Ballett und Kontaktimprovisation. Ergänzt werden die Kernfächer durch die Nebenfächer Modern Jazz, Schauspiel, Gesang, Pilates, Anatomie und Tanzgeschichte.
In Phase 2 (3. und 4. Semester) werden die Basistechniken vertieft und entwickelt sowie die kreativen Ideen in der Improvisation umgesetzt. Im 4. Semester steht die Gestaltung eines eigenen Solos im Fach „Choreografie und Komposition“ sowie dessen Präsentation in Theater-Aufführungen im Mittelpunkt.
In Phase 3 (5. und 6. Semester) liegt der Schwerpunkt auf der Vorbereitung für die tanztechnische Abschlussprüfung. Im sechsten und letzten Semester trainieren und proben die Auszubildenden unter den Bedingungen einer Tanzcompany, um im Rahmen
der Schule einen Einblick in das Arbeitsleben eines Bühnentänzers zu bekommen. Während des Abschlussjahres begleiten renommierte Gast-Choreografen die Schüler bei der Gestaltung ihres Abschlussprojektes. Zu ihnen zählen Teresa Ranieri, Antje Pfundtner, Massimo Gerrardi, Fernando Dominguez und Angela Guerreiro.
Gast-Dozenten erweitern das inhaltliche Spektrum während der gesamten Ausbildung. Darunter renommierte Künstler wie Idan Sharabi und Shumpei Nemoto (Ensemble-Mitglied des weltbekannten Cullberg Ballet). Die CDSH hat sich im Laufe der Jahre internationaler aufgestellt. Mittlerweile kommen die Studenten aus aller Welt in die Hansestadt: Studenten folgender Nationen sind zurzeit in der Ausbildung oder sind Absolventen:  Angola, Australien, Bolivien, China, Dänemark, Deutschland, Frankreich, Grönland, Guatemala, Hongkong, Israel, Italien, Japan, Kasachstan, Kolumbien, Kroatien, Mexiko, Niederlande, Norwegen, Österreich, Polen, Russland, Schweden, Schweiz, Spanien, Ukraine, USA, Venezuela.
Im Herbst 2016 beschäftigte die CDSH 17 Lehrkräfte aus folgenden Staaten: Deutschland, Dominikanische Republik, Großbritannien, Japan, Kanada, Kroatien, Mexiko,  Russland, USA. Im Jahr 2011 absolvierte die Schule eine Mexiko-Tournee.
Auch wenn die formale Bestätigung seitens der Behörden noch aussteht, hat sich in der Praxis herausgestellt, dass der CDSH-Abschluss von einer Reihe von Hochschulen als Bachelor anerkannt worden ist: Einige CDSH-Absolventen wurden in diverse Master-Studiengänge aufgenommen, etwa in Berlin an der Hochschule für Schauspielkunst Ernst Busch. Zu den Absolventen der CDSH gehört u. a. die Tänzerin und Choreografin Louise Wagner, Tochter der Richard-Wagner-Urenkelin Nike Wagner.
Seit 2016 ist die Contemporary Dance School Hamburg Mitglied im Landesverband Privater Kreativschulen (LPKH). Der Verband bündelt die Belange von mehr als einem Dutzend Ausbildungsstätten aus den Bereichen Bild und Ton, Design, Schauspiel und Bühne, Text und Musik.
Zurzeit ist die CDSH in Hamburg auf mehrere Standorte verteilt. Durch das sogenannte „Wiese-Projekt“ sollen die Standorte in den kommenden Jahren unter einem Dach zusammengeführt werden. Die „Wiese“ ist eine ehemalige Fabrik am Wiesendamm im Stadtteil Barmbek, die in den kommenden Jahren zu einem Kunst- und Kulturzentrum für darstellende Künstler aus den Bereichen Theater, Tanz, Musik und Pädagogik umgebaut wird.